# Адольф Вагнер
Адольф Вагнер (нім. Adolf Wagner; нар. 1 жовтня 1890, Альгранж, Лотарингія — пом. 12 квітня 1944, Бад-Райхенгалль) — гауляйтер, обергруппенфюрер СА і СС (1937).

## Біографія
Народився в сім'ї гірника. Отримав середню освіту в реальних училищах в Меці і Пфорцхаймі, в 1909—1910 перебував на добровільній військову службу в 143-му піхотному полку в Страсбурзі. Вивчав природничі науки і математику в Страсбурзькому університеті (1910—1911), потім гірнича справа в Рейнсько-вестфальской вищій технічній школі в Ахені і Вюрцбургском університеті (1911—1914), гірничий інженер. Під час Першої світової війни командував ротою і був офіцером для доручень при штабі 135-го піхотного полку. Був важко поранений (у нього була ампутована гомілку). У 1919—1929 — директор і генеральний уповноважений гірничодобувної компанії Vereinigten Erbendorfer Gewerkschaft für Steinkohlen und Erzbergbau в Баварії, керуючий компанією Pinzgauer Bergwerkgesellschaft mbH в Австрії, а потім зайнявся видавничою діяльністю.
У 1923 вступив в Націонал-соціалістичну німецьку робітничу партію (НСДАП) і в тому ж році взяв участь у невдалому заколоті Гітлера-Людендорфа в Мюнхені (так званому «пивному путчі»). З 1924 був депутатом баварського ландтагу від Народного блоку (з 1925 — знову від НСДАП; в тому ж році створив нацистську фракцію в ландтазі), входив до складу ландтагу в 1924—1931 і в 1932—1933. З 1 вересня 1928 — гауляйтер Верхнього Пфальца, з 1 листопада 1929 також керував діяльністю НСДАП і в гау (області) Великий Мюнхен. У 1930, після об'єднання гау Великий Мюнхен і Верхня Баварія Вагнер став гауляйтером «укрупненого» гау Мюнхен-Верхня Баварія.
Після приходу нацистів до влади в Німеччині в 1933 Вагнер разом з Генріхом Гіммлером взяв активну участь у зміщенні баварського уряду, і в березні 1933 став державним комісаром і комісаром в міністерстві внутрішніх справ Баварії. З квітня 1933 — міністр внутрішніх справ і заступник міністра-президента Баварії. Одночасно, з липня 1933 був головою наглядової ради Rhein-Main-Donau AG і з листопада 1933 був депутатом рейхстагу. Відповідальний за арешт і відправку в концтабір Дахау понад 4 тисячі людей. У 1934 Вагнер увійшов до складу штабу заступника фюрера по партії, де був уповноваженим по новому будівництву рейху. Під час «ночі довгих ножів» в 1934 рішуче підтримав Адольфа Гітлера, брав активну участь у розгромі нелояльних фюреру штурмовиків. З 1936, одночасно, міністр освіти і культів Баварії, державний комісар за новим німецькому мистецтву. З вересня 1939 був рейхскомиссаром оборони в 7-м і 13-м військових округах.
У червні 1942 року Вагнер переніс інсульт, від якого так і не оговтався. На його похоронах був присутній Гітлер, який посмертно нагородив його Золотим хрестом Німецького ордена з дубовим листям, якого удостоїлися лише нечисленні діячі нацистського режиму. Був похований в храмі честі на Королівська площа в Мюнхені, проте в 1945 році його останки були ексгумовані і спалені американцями, а попіл розвіяно в невідомому місці.

## Особистість
Адольф Вагнер користувався великою повагою з боку Гітлера і входив до вузького кола його нерозлучних друзів, залишаючись аж до своєї хвороби одним з найбільш впливових гауляйтеров. Відзначався деспотичною стилем керівництва (як і багато старих функціонери НСДАП), був противником церкви (в 1941 намагався видалити розп'яття з баварських шкіл, але через сильний спротив населення ця акція була припинена) і фанатичним антисемітом.

## Нагороди[5]

### Перша світова війна
- Залізний хрест 2-го і 1-го класу
- Лицарський хрест королівського ордена дому Гогенцоллернів з мечами
- Нагрудний знак «За поранення» в сріблі (1918)

### Міжвоєнний період
- Орден крові (№ 43; 1933)
- Золотий партійний знак НСДАП(1933)
- Почесний знак гау Мюнхен «9 листопада 1923» (1933)
- Почесний хрест ветерана війни з мечами (1934)
- Почесний кут старих бійців (1934)
- Почесний знак «За турботу про німецький народ» (1939)

### Друга світова війна
- Данцизький хрест 1-го класу (1939)
- Медаль «За вислугу років в НСДАП» в бронзі, сріблі і золоті (25 років)
- Великий хрест ордена Словацького хреста
- Орден святого Савви (Югославія)
- Золотий почесний знак гітлер'югенду з дубовим листям
- Орден Хреста Свободи (Фінляндія)
- Німецький Орден (№ 5; 17 квітня 1944) — нагороджений посмертно